# Нуниш, Педру
Педру Нуниш (порт. Pedro Nunes; в латинском написании Petrus Nonius, 1502, Алкасер-ду-Сал — 11 августа 1578, Коимбра) — португальский математик.
Педру наиболее известен вкладом в навигацию, которая бурно развивалась в Португалии — одной из крупнейших морских держав XV—XVI веков. Он также изобрёл несколько измерительных приборов, включая нониус, названный в его честь.

## Биография
Родом из крещёной еврейской семьи. Предположительно, Нуниш обучался в университете Саламанки в 1521—1522 и в университете Лиссабона (который будет называться Коимбрским университетом), где в 1525 получил степень по медицине. Он также изучал астрологию, астрономию и математику. Продолжая изучать медицину, он в то же время преподавал в университете мораль, философию, логику и метафизику.
Сегодня всё ещё существуют сомнения относительно родословной Педру Нуниш. Также известно, что его внуки Матиаш Перейра и Педру Нуньеш Нунеш были арестованы, допрошены и осуждены Португальской инквизицией по обвинению в тайном исповедовании иудаизме. Первый был задержан 31 мая 1623 года по 4 июня 1631 года. Второй в Лиссабоне с 6 июня 1623 по 1632 год.
В 1537 университет возвратился из Лиссабона в Коимбру, Нуниш переехал следом и продолжал преподавать в университете математику вплоть до 1562. В университете Коимбры математики занимались в первую очередь вопросами навигации. Отдельной специальностью математика стала только в 1544.
В 1538 году отправился в Испанию, но вернулся в Португалию в 1544 году и стал ведущим специалистом по новым открытиям Испании и Португалии.
Кроме преподавания Нуниш выполнял обязанности королевского астронома с 1547 до конца своих дней.
В 1531 король Португалии Жуан III поручил Нунишу обучать своих младших братьев Луиша и Энрике. Позже Нуниш занимался обучением королевского внука, будущего короля Себастьяна.

### Вклад в науку
Педру Нунеш жил в переходный период, когда наука уходила от анализа теоретических работ (где главная роль учёных состояла в том, чтобы комментировать работы предыдущих авторов), к предоставлению экспериментальных данных, как в форме информации, так и в качестве метода подтверждения результатов существующих теорий.
Нунеш считал, что научными знаниями нужно делиться. Таким образом, его работа была напечатана на трёх разных языках: португальском и латинском — для некого сближения европейского академического сообщества, и даже на кастильском языке, что некоторые историки считали удивительным, учитывая, что Кастилия была тогда главным противником Португалии в морском деле.
Большая часть его работы связана с навигацией. Он был первым, кто понял, почему корабль, идущий по фиксированному маршруту, не сможет перемещаться по прямой (кратчайшему пути между двумя точками на земле), а скорее будет следовать по «линии курса» по спиральному маршруту, называемому локсодромным. Позднее изобретение логарифмов позволило Готфриду Лейбницу установить алгебраическое уравнение для локсодромии.
В своей работе «О морских картах» за 300 лет до Маврикия Корнелиуса Эшера он утверждает, что на навигационной карте должны быть параллельные и меридианные круги, нарисованные в виде прямых линий. Он также смог решить все проблемы, которые это вызвало, и эта ситуация продолжалась до тех пор, пока Герард Меркатор не разработал так называемую «проекцию Меркатора», систему, которая используется до сих пор.
Нунеш решил ряд практических навигационных проблем, связанных с коррекцией маршрута, пытаясь разработать более точные методы определения местоположения корабля. Его методы определения широт и коррекции отклонений магнитных игл были успешно использованы Д. Жуаном ди Каштру в его поездках в Гоа и Красное море.
Педру Нунеш создал нониус, чтобы улучшить точность инструментов. Его адаптация к квадранту была использована Тихо Браге, который вскоре посчитал его слишком сложным. Позднее он был усовершенствован Пьером Вернье, в результате чего приобрёл свой нынешний вид.
Педру Нунеш  также работал над различными механическими проблемами, с математической точки зрения. Он был, вероятно, последним великим математиком, который внёс существенные улучшения в систему Птолемея (геоцентрическая модель), но это утратило значение из-за новой модели Николая Коперника, гелиоцентрика, который заменил его.
Нунеш знал работу Коперника, но в своих опубликованных работах упомянул лишь небольшую ссылку, заявив, что она математически верна. При этом он склоняется к тому, что следует избегать теории о том, будет ли Земля или Солнце центром системы.
Он также решил проблему нахождения дня с наименьшими сумерками для любой позиции и её продолжительности. Эта проблема сама по себе не будет иметь большого значения, но она служит для демонстрации гениальности Нунеша, так как более столетия спустя Иоганн и Якоб Бернулли решили её менее успешно. Они смогли найти решение для самого короткого дня, но не смогли определить его продолжительность, возможно, потому, что потеряли детали дифференциального исчисления, которое в то время было новой областью математики. Это также показывает, что Педро Нунеш  был пионером в решении задач максимума и минимума, которые стали популярными только в следующем столетии с использованием дифференциального исчисления.

## Память
- В честь Нунеша названа нониусная шкала (Nonius)[11].
- Фигура Нунеша изображена на памятнике первооткрывателям в Лиссабоне.
- В 1935 г. Международный астрономический союз присвоил имя Нунеша кратеру на видимой стороне Луны.
- В честь Нунеша назван институт в Коимбре, научный инкубатор которого был признан лучшим научным инкубатором в Европе в 2010 году[12].
- В 1989—2001 годах в Португалии чеканилась биметаллическая монета номиналом 100 эскудо с изображением Нунеша, держащего глобус.
- В 1897—1907 годах под именем «Педру Нунеш» в составе военно-морского флота Португалии в качестве учебного корабля служил легендарный британский клипер «Фермопилы».